# Гелена Алланді
Гелена Алланді (швед. Helena Allandi; нар. 6 листопада 1986) — шведська борчиня вільного стилю, бронзова призерка чемпіонату світу, чемпіонка Європи.

## Життєпис
Боротьбою почала займатися з 1992 року. Дворазова чемпіонка Європи серед кадетів (2002, 2003). Віце-чемпіонка європейської кадетської першості 2001 року. Дворазова бронзова призерка чемпіонатів світу серед юніорів (2005, 2006). Виступала за борцівський клуб «Haestveda».

## Виступи на Чемпіонатах світу
| Змагання                        | Збірна | Вагова категорія | Місце  |
| ------------------------------- | ------ | ---------------- | ------ |
| Чемпіонат світу з боротьби 2003 | Швеція | 59 кг            | 10     |
| Чемпіонат світу з боротьби 2005 | Швеція | 63 кг            | 10     |
| Чемпіонат світу з боротьби 2006 | Швеція | 63 кг            | Бронза |
| Чемпіонат світу з боротьби 2007 | Швеція | 63 кг            | 11     |

## Виступи на Чемпіонатах Європи
| Змагання                         | Збірна | Вагова категорія | Місце  |
| -------------------------------- | ------ | ---------------- | ------ |
| Чемпіонат Європи з боротьби 2003 | Швеція | 59 кг            | 6      |
| Чемпіонат Європи з боротьби 2004 | Швеція | 59 кг            | Золото |
| Чемпіонат Європи з боротьби 2005 | Швеція | 63 кг            | 11     |
| Чемпіонат Європи з боротьби 2007 | Швеція | 63 кг            | 7      |
| Чемпіонат Європи з боротьби 2008 | Швеція | 63 кг            | 11     |

## Виступи на інших змаганнях
| Змагання                                            | Збірна | Вагова категорія | Місце  |
| --------------------------------------------------- | ------ | ---------------- | ------ |
| Відкритий чемпіонат Манітоби з боротьби 2002        | Швеція | 59 кг            | 6      |
| Klippan Lady Open 2003                              | Швеція | 59 кг            | Срібло |
| Відкритий жіночий чемпіонат Австрії з боротьби 2003 | Швеція | 59 кг            | 5      |
| Відкритий чемпіонат Манітоби з боротьби 2004        | Швеція | 63 кг            | 6      |
| Klippan Lady Open 2004                              | Швеція | 63 кг            | Бронза |
| Гран-прі Німеччини з боротьби 2004                  | Швеція | 59 кг            | Золото |
| Відкритий жіночий чемпіонат Австрії з боротьби 2004 | Швеція | 59 кг            | Золото |
| Гран-прі Німеччини з боротьби 2005                  | Швеція | 63 кг            | Срібло |
| Відкритий жіночий чемпіонат Австрії з боротьби 2005 | Швеція | 63 кг            | Бронза |
| Гран-прі Німеччини з боротьби 2006                  | Швеція | 63 кг            | Срібло |
| Klippan Lady Open 2007                              | Швеція | 63 кг            | Бронза |
| Міжнародний меморіал Дейва Шульца 2008              | Швеція | 63 кг            | Срібло |
| Klippan Lady Open 2008                              | Швеція | 63 кг            | Бронза |
| Відкритий жіночий чемпіонат Австрії з боротьби 2008 | Швеція | 63 кг            | Золото |
| Олімпійський кваліфікаційний турнір 2008            | Швеція | 63 кг            | 19     |
| Олімпійський кваліфікаційний турнір 2008            | Швеція | 63 кг            | 13     |
| Klippan Lady Open 2009                              | Швеція | 63 кг            | Бронза |